# 祖廟駅
祖廟駅（そびょう-えき）は、中華人民共和国広東省仏山市禅城区建新路と祖廟路の間、佛山祖廟の隣にある、仏山地下鉄1号線の駅である。1号線と5号線の乗換駅の予定である。駅は仏山旧市街の中心にあって、にぎわっている。

## 駅構造
- 島式ホーム1面2線の地下駅。ホームドア設置駅。

## 歴史
- 2010年11月3日 - 開業。

## 隣の駅
仏山地下鉄
■1号線
同済路駅 - 祖廟駅 - 普君北路駅